# Ronny Gaspercic
Ronald (Ronny) Gaspercic (Genk, 9 mei 1969) is een gewezen Belgische voetballer. Hij brak begin jaren 90 door als doelman bij Racing Genk en voetbalde later voor onder meer KRC Harelbeke, KVC Westerlo en het Spaanse Extremadura. Tussen 1998 en 2001 kwam hij ook 8 keer in actie voor de Rode Duivels.

## Carrière

### Winterslag en Genk
Ronny Gaspercic werd geboren in Genk en startte zijn voetbalcarrière bij het plaatselijke FC Winterslag. In het seizoen 1987/88 kwam hij als doublure van Jean-Paul De Bruyne slechts een handvol wedstrijden in actie. Na het seizoen fusioneerde Winterslag met Waterschei SV Thor tot Racing Genk. De Bruyne vertrok naar Patro Eisden, waardoor Gaspercic volop zijn kans kon grijpen. Hij groeide echter niet meteen uit tot de nummer 1 van Genk en zag hoe het team in 1989 naar tweede klasse zakte. Genk keerde echter al na een seizoen terug naar de hoogste afdeling, waarna Gaspercic een titularis werd. In 1994 werden de Limburgers opnieuw laatste. Twee seizoenen later keerden Gaspercic en zijn ploegmaats terug naar eerste klasse.

### Harelbeke
Na de promotie met Genk stapte Gaspercic over naar KRC Harelbeke, waar hij een ploegmaat werd van onder meer Hein Vanhaezebrouck, Koen Sanders, Piet Verschelde en Mike Origi. Gaspercic werd bij de West-Vlaamse club meteen eerste doelman. De sterke lijnkeeper ontpopte zich tot een van de beste doelmannen van de Belgische competitie. Dat leverde hem in 1998 een plek op bij de nationale ploeg en de trofee voor Keeper van het Jaar.

### Spanje
In de zomer van 1998 verhuisde Gaspercic naar de Spaanse eersteklasser Extremadura. De Limburger werd er onder trainer Rafael Benítez eerste doelman. De club zakte echter al in 1999 terug naar de Segunda División. 
Na drie seizoenen ging Gaspercic aan de slag bij het net naar de Primera División gepromoveerde Real Betis. Hij werd de doublure van Antonio Prats Cervera en kwam slechts twee keer aan spelen toe. In 2003 werd hij de nummer 1 bij Alavés, dat net naar de tweede divisie was gezakt. Na een jaar ruilde hij de club in voor de bescheiden eersteklasser Albacete. Net voor en na Nieuwjaar stond hij er regelmatig onder de lat als vervanger van Raúl Valbuena.

### Westerlo
In 2005 keerde de inmiddels 36-jarige doelman terug naar België. Hij tekende een contract bij KVC Westerlo. Onder trainer Herman Helleputte werd hij de nummer 1. Gaspercic zorgde er mee voor dat Westerlo twee rustige seizoenen in de middenmoot beleefde. In 2007 zette hij een punt achter zijn carrière als voetballer.

## Clubs
| Seizoen | Club         | Wedstrijden |
| 1990/91 | RC Genk      | 5           |
| 1991/92 | RC Genk      | 20          |
| 1992/93 | RC Genk      | 20          |
| 1993/94 | RC Genk      | 26          |
| 1996/97 | RC Harelbeke | 34          |
| 1997/98 | RC Harelbeke | 33          |
| 1998/99 | RC Harelbeke | 1           |
| 1998/99 | Extremadura  | 32          |
| 1999/00 | Extremadura  | 33          |
| 2000/01 | Extremadura  | 32          |
| 2001/02 | Betis        | 2           |
| 2002/03 | Betis        | 0           |
| 2003/04 | Alavés       | 37          |
| 2004/05 | Albacete     | 18          |
| 2005/06 | Westerlo     | 37          |
| 2006/07 | Westerlo     | 27          |